# Емма Лазарус

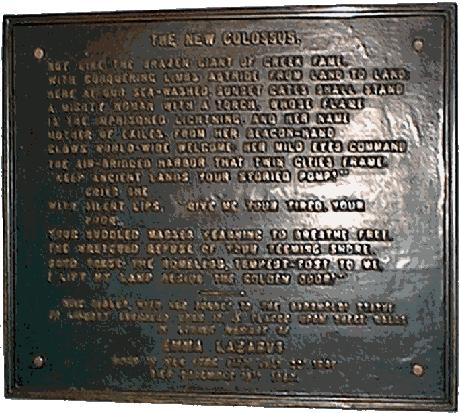
Сонет «Новий колос», знаходиться на внутрішній стіні п'єдесталу Статуї Свободи

Емма Лазарус (англ. Emma Lazarus) (22 липня 1849—19 листопада 1887) — американська письменниця та поетеса єврейського походження.

## Біографія
Народилася в сім'ї багатого плантатора, нащадка старовинної сефардської сім'ї, що переїхала в Новий Світ з Португалії, рятуючись від переслідувань інквізиції. Здобула домашню освіту завдяки статкам сім'ї, де дітям ні в чому не відмовляли. Почала публікувати вірші в 1866 р.
Тривалий час займалася громадською діяльністю: облаштуванням єврейських біженців, які залишили в ході погромів Російську Імперію і прибули до США. У публіцистичних статтях Емма викривала американських євреїв за черствість і байдужість.
Повернувшись до поезії, зайнялася переказами з івриту на англійську віршів періоду т. зв. «Золотої доби іспанського єврейства» (Ієгуда Галеві, Ібн-Езра, Ібн Гебіроль). Деякі з цих перекладів увійшли в молитовники.
У 1883 році французи подарували США Статую Свободи. Статуя була готова і чекала транспортування за океан. Лишалося побудувати п'єдестал, витрати на який були покладені на американську сторону. Було влаштовано незвичайний аукціон — поети продавали свої раніше не опубліковані вірші. За умовами конкурсу, вірш, що зібрав найбільші кошти, буде вибито на п'єдесталі. В аукціоні брали участь такі гіганти як Волт Вітмен, Генрі Лонгфелло, Френсіс Брет Гарт та Марк Твен. Коли організатор аукціону запропонував Еммі Лазарус брати участь, вона спочатку відмовлялася, кажучи, що не може складати вірші на замовлення. На це організатор сказав: «Згадайте біженців з Росії». Цього виявилося достатньо. Через два дні вірш Емми «The New Colossus» («Новий колос») зібрав двадцять одну тисячу доларів і отримав перший приз. Тож п'ять рядків із сонета висічені на плиті, що прикрашає п'єдестал Статуї Свободи.
Лазарус двічі їздила до Європи, у травні 1885 після смерті батька у березні, а потім у вересні 1887 р. Після другої поїздки повернулась у Нью-Йорк серйозно хвора, і померла через два місяці — 19 листопада 1887 року, як вважається, від лімфогранульоматозу.
Емма Лазарус відома як важлива провісниця сіоністського руху. Вона висловилася на користь створення єврейської держави тринадцятьма роками раніше, ніж Теодор Герцль почав використовувати термін сіонізм.
Емма Лазарус не була одружена і не мала дітей.

## Сонет Новий Колос
Не як мідний колос давньогрецької слави,
Що пів світу в своїх войовничих тримає обіймах,
Тут на варті величній нової держави —
Жінка-велетень з факелом дивним,
Що його у руках дуже важко тримати —
Всіх засланців й вигнанців всесвітняя мати.
Її очі привітні гостинністю сяють,
Осягають і гавань, і місто, що людством кипить.
«Збережімо землі стародавнюю велич», — прибульцям гукає
І беззвучно шепоче: "До мене ідіть...
Хто в лахмітті, хто хворий, голодний, бездомний,
Кого викинув світ у сваволі крутій,—
Нехай прийдуть до мене холодні та змучені штормом,
Підіймаю цей факел для них біля входу у рай золотий!"
За підрядником Наталі Безсонової
The New Colossus

Not like the brazen giant of Greek fame, 

With conquering limbs astride from land to land;
 
Here at our sea-washed, sunset gates shall stand 

A mighty woman with a torch, whose flame 

Is the imprisoned lightning, and her name 

Mother of Exiles. From her beacon-hand 

Glows world-wide welcome; her mild eyes command 

The air-bridged harbor that twin cities frame. 

"Keep, ancient lands, your storied pomp!" cries she 

With silent lips. "Give me your tired, your poor, 

Your huddled masses yearning to breathe free, 

The wretched refuse of your teeming shore. 

Send these, the homeless, tempest-tossed to me, 

I lift my lamp beside the golden door!" 

## Праці
- Lazarus, Emma (1888). The Poems of Emma Lazarus. Houghton, Mifflin, and Co. Архів оригіналу за 12 травня 2015. Процитовано 11 квітня 2010.